# Kakimoto Michiaki
Michiaki Kakimoto (sinh ngày 6 tháng 10 năm 1977) là một cầu thủ bóng đá người Nhật Bản.

## Sự nghiệp câu lạc bộ
Michiaki Kakimoto đã từng chơi cho Avispa Fukuoka, Clementi Khalsa, Oita Trinita, Shonan Bellmare, Cerezo Osaka và Matsumoto Yamaga FC.